# GOOD DAY
"GOOD DAY" là đĩa đơn thứ 27 của ZARD, được phát hành ngày 2 tháng 12 năm 1998 dưới hãng đĩa B-Gram RECORDS. Đĩa đứng hạng 2 trong tuần trên bảng xếp hạng đĩa đơn của Oricon. Nó được xếp hạng trong 8 tuần và đã bán được 223.950 bản.

## Tổng quát
Hai đĩa đơn (đĩa đơn này và đĩa đơn thứ 26 "Atarashii Door ~Fuyu no himawari~") được phát hành trong cùng một ngày 2 tháng 12 năm 1998 với giá là 500 yên (xấp xỉ 99.000 đồng tiền Việt Nam) một đĩa, không kèm theo bài hát mặt B.

## Danh sách bài hát
1. GOOD DAY
Lời: Izumi Sakai
Nhạc: Masaaki Watanuki
Biên khúc: Daisuke Ikeda
2. GOOD DAY (Original Karaoke)[4]

## Album
- Eien
- ZARD Request Best ~beautiful memory
- ZARD SINGLE COLLECTION ~20th ANNIVERSARY